# Charles Secrétan (Philosoph)
Charles Secrétan (* 19. Januar 1815 in Lausanne; † 21. Januar 1895 ebenda; heimatberechtigt ebenda) war ein Schweizer Philosoph.

## Leben
Charles Secrétan wurde als Sohn des Anwalts und Grossrats Samuel Secrétan und der Sophie Dufour geboren. Er heiratete Marie Müller, Tochter des Franz Joseph Müller, Schulrats des Kreises Schwaben und Neuburg (Bayern). 
Nach dem Lizenziat der Rechte an der Akademie Lausanne besuchte Secrétan 1835 in München Vorlesungen von Friedrich Wilhelm Joseph von Schelling. Bereits 1830 wurde er Mitglied der Studentenverbindung Société de Belles-Lettres und 1832 der Zofingia. Nach seiner Rückkehr in die Schweiz wurde er 1838 Anwalt, gründete die Kulturzeitschrift Revue suisse und unterrichtete Philosophie sowie Geschichte der Philosophie an der Akademie Lausanne. 1841 erfolgte seine Wahl zum Ordinarius, doch 1846 setzte ihn die radikale Regierung ab. Secrétan emigrierte zunächst nach Paris, hatte von 1851 bis 1866 eine Stelle am Gymnasium Neuenburg und ab 1866 wieder ein Ordinariat in Lausanne inne, wo er bis 1895 Philosophie sowie von 1874 bis 1895 Naturrecht lehrte.
Sein erstes bedeutendes Werk, La Philosophie de la liberté (1849), war ganz im Geiste seines Freundes Alexandre Vinet verfasst. Erst nach einer Vortragsreihe in Montauban 1877 erlangte Secrétan auch internationale Anerkennung. Seine Nähe zur Genossenschaftsbewegung und zum sozialen Christentum kommt unter anderem in Mon Utopie (1892) zum Ausdruck. In Droit de la femme (1885) verfocht er die Emanzipation der Frau.
Neben religiösen Minderheiten unterstützte Secrétan auch die Heilsarmee oder die Arbeiterbewegung. Obwohl er eine sozial ausgestaltete Gesetzgebung befürwortete, widersetzte er sich dem Kollektivismus und war der Meinung, dass die Verteilung der Arbeit durch den Staat in die Tyrannei führe. Secrétan publizierte regelmässig im Courrier suisse und in der Gazette de Lausanne sowie in mehreren philosophischen und theologischen Fachzeitschriften der Schweiz und Frankreichs.
1883 wurde er korrespondierendes Mitglied der Académie des sciences morales et politiques. 1888 wurde er Ritter der Ehrenlegion und erhielt die Ehrendoktorwürde (Dr. h.c.) der Universität Zürich.

## Schriften
- La philosophie de la liberté (Paris, 1849; 3. Auflage 1879, 2 Bände)
- Recherches de la méthode (Lausanne, 1857)
- La raison et le bonheur (Lausanne, 1863)
- Le principe de la morale (Paris, 1884)
- La civilisation et la croyance (Paris, 1887; 3. Auflage 1893)
- Les droits de l'humanité (Lausanne, 1890)
- Mon Utopie (1892)
- Droit de la femme (1885)
- Essais de philosophie et de littérature (posthum, Lausanne, 1896)